# Згурівська селищна рада
Згурівська селищна рада — орган місцевого самоврядування у Броварському районі Київської області. Адміністративний центр — селище міського типу Згурівка.

## Загальні відомості
Згурівська селищна рада утворена в 1955 році.
- Територія ради: 70,904 км²
- Населення ради: 6986 осіб (станом на 2001 рік)
- Територією ради протікає річка Супій

## Склад ради
Рада складається з 30 депутатів та голови.
- Голова ради: Ткачук Павло Іванович

### Керівний склад попередніх скликань
| Прізвище, ім'я, по батькові | Основні відомості                                                | Дата обрання | Дата звільнення |
| --------------------------- | ---------------------------------------------------------------- | ------------ | --------------- |
| Щур Микола Іванович         | Селищний голова, 1960 року народження, безпартійний              | 26.03.2006   | 31.10.2010      |
| Ткачук Павло Іванович       | Селищний голова, 1966 року народження, освіта вища, безпартійний | 31.10.2010   |                 |

Примітка: таблиця складена за даними сайту Верховної Ради України

### Депутати
За результатами місцевих виборів 2010 року депутатами ради стали:

#### За суб'єктами висування
| Суб'єкт висування                 | Кількість обраних депутатів | %  |
| --------------------------------- | --------------------------- | -- |
| Самовисування                     | 24                          | 80 |
| Політична партія «Сильна Україна» | 6                           | 20 |

#### За округами
| № округу                          | Прізвище, ім'я, по батькові      | Дата визнання обраним | Освіта             | Партійна приналежність                        | Відомості про обраного депутата                                   |
| --------------------------------- | -------------------------------- | --------------------- | ------------------ | --------------------------------------------- | ----------------------------------------------------------------- |
| Політична партія «Сильна Україна» |                                  |                       |                    |                                               |                                                                   |
| 5                                 | Шуста Микола Васильович          | 05.11.2010            | середня            | позапартійний                                 | приватний підприємець                                             |
| 8                                 | Івченко Юрій Володимирович       | 05.11.2010            | середня спеціальна | позапартійний                                 | приватний підприємець                                             |
| 12                                | Золотарьов Анатолій Григорович   | 05.11.2010            | вища               | позапартійний                                 | пенсіонер                                                         |
| 21                                | Бондаренко Станіслав Борисович   | 05.11.2010            | вища               | позапартійний                                 | приватний підприємець                                             |
| 27                                | Матвієнко Павло Павлович         | 05.11.2010            | вища               | позапартійний                                 | приватний підприємець                                             |
| 29                                | Макаренко Віктор Борисович       | 05.11.2010            | вища               | позапартійний                                 | ТОВ «Згурівська водоексплуатація», директор                       |
| Самовисування                     |                                  |                       |                    |                                               |                                                                   |
| 1                                 | Кононюк Віктор Йосипович         | 05.11.2010            | вища               | член Української Народної Партії              | Юридична консультації, водій                                      |
| 2                                 | Колесник Лідія Василівна         | 05.11.2010            | вища               | позапартійна                                  | приватний підприємець                                             |
| 3                                 | Одінцов Олександр Сергійович     | 05.11.2010            | вища               | позапартійний                                 | приватний підприємець                                             |
| 4                                 | Щегляк Георгій Леонідович        | 05.11.2010            | середня            | член Української Народної Партії              | приватний підприємець                                             |
| 6                                 | Погребна Леся Григорівна         | 05.11.2010            | середня спеціальна | позапартійна                                  | ЗгурівськаЦРБ, завідувачка дитячої бібліотеки                     |
| 7                                 | Скринник Світлана Миколаївна     | 05.11.2010            | середня спеціальна | позапартійна                                  | приватний підприємець                                             |
| 9                                 | Паньків Василь Степанович        | 05.11.2010            | середня спеціальна | позапартійний                                 | приватний підприємець                                             |
| 10                                | Тищенко Олег Віталійович         | 05.11.2010            | вища               | позапартійний                                 | приватний підприємець                                             |
| 11                                | Здор Володимир Олександрович     | 05.11.2010            | вища               | член Партії регіонів                          | Згурівка Уртелеком, заступник начальника                          |
| 13                                | Палівода Вячеслав Олександрович  | 05.11.2010            | середня спеціальна | член Всеукраїнського об'єднання «Батьківщина» | приватний підприємець                                             |
| 14                                | Стратілат Людмила Сергіївна      | 05.11.2010            | вища               | позапартійна                                  | Згурівська селищна рада, секретар                                 |
| 15                                | Кузьмич Степан Степанович        | 05.11.2010            | вища               | позапартійний                                 | тимчасово не працює                                               |
| 16                                | Чубук Валентина Олександрівна    | 05.11.2010            | середня спеціальна | позапартійна                                  | Згурівський РВВС, начальник фінансовоїчастини                     |
| 17                                | Батаченко Валентина Миколаївна   | 05.11.2010            | вища               | позапартійна                                  | Згурівський районний центр зайнятості, начальник відділу          |
| 18                                | Трохименко Анатолій Анатолійович | 15.11.2010            | вища               | член Політичної партії «Сильна Україна»       | приватний підприємець                                             |
| 19                                | Горошко Дмитро Миколайович       | 05.11.2010            | вища               | позапартійний                                 | приватний підприємець                                             |
| 20                                | Горошко Микола Миколайович       | 05.11.2010            | середня            | позапартійний                                 | фермерське господарство «Поляна»                                  |
| 22                                | Палівода Ірина Василівна         | 05.11.2010            | вища               | член Всеукраїнського об'єднання «Батьківщина» | приватний підприємець                                             |
| 23                                | Олененко Анатолій Олександрович  | 05.11.2010            | вища               | позапартійний                                 | пенсіонер                                                         |
| 24                                | Грищук Тетяна Миколаївна         | 05.11.2010            | вища               | позапартійна                                  | ДНЗ «Журавка», практичний психолог                                |
| 25                                | Кузьменко Михайло Григорович     | 05.11.2010            | вища               | позапартійний                                 | Згурівська ЦРЛ, лікар                                             |
| 26                                | Вакуленко Сергій Володимирович   | 05.11.2010            | вища               | позапартійний                                 | приватний підприємець                                             |
| 28                                | Блонар Василь Васильович         | 05.11.2010            | вища               | позапартійний                                 | Згурівська райдержадміністрація, начальник відділу з питань праці |
| 30                                | Конавченко Віталій Григорович    | 05.11.2010            | вища               | член Партії регіонів                          | Згурівська загальноосвітня школа І-ІІІ ст., охоронець             |